# Pasquali Macchine Agricole

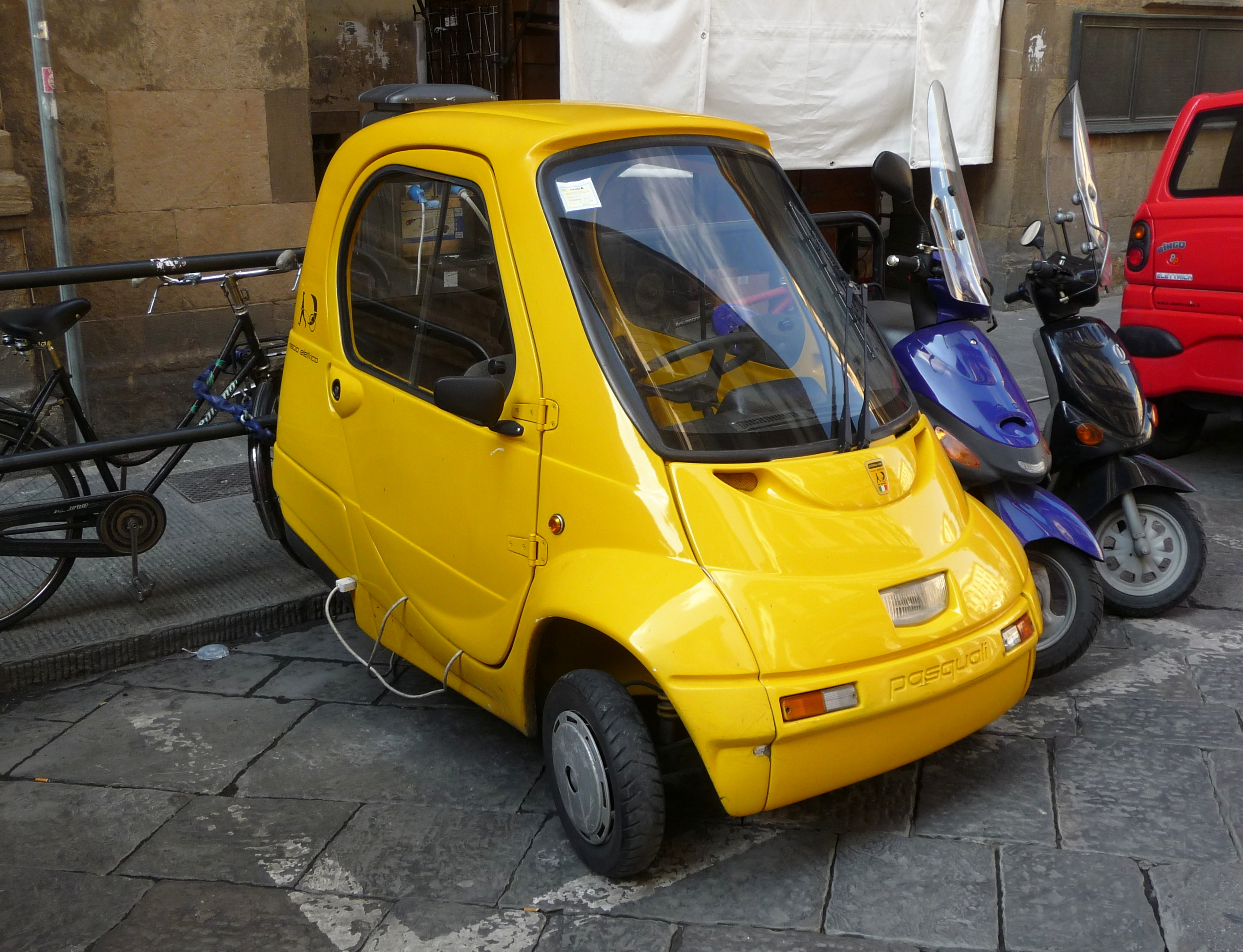
Pasquali Risciò

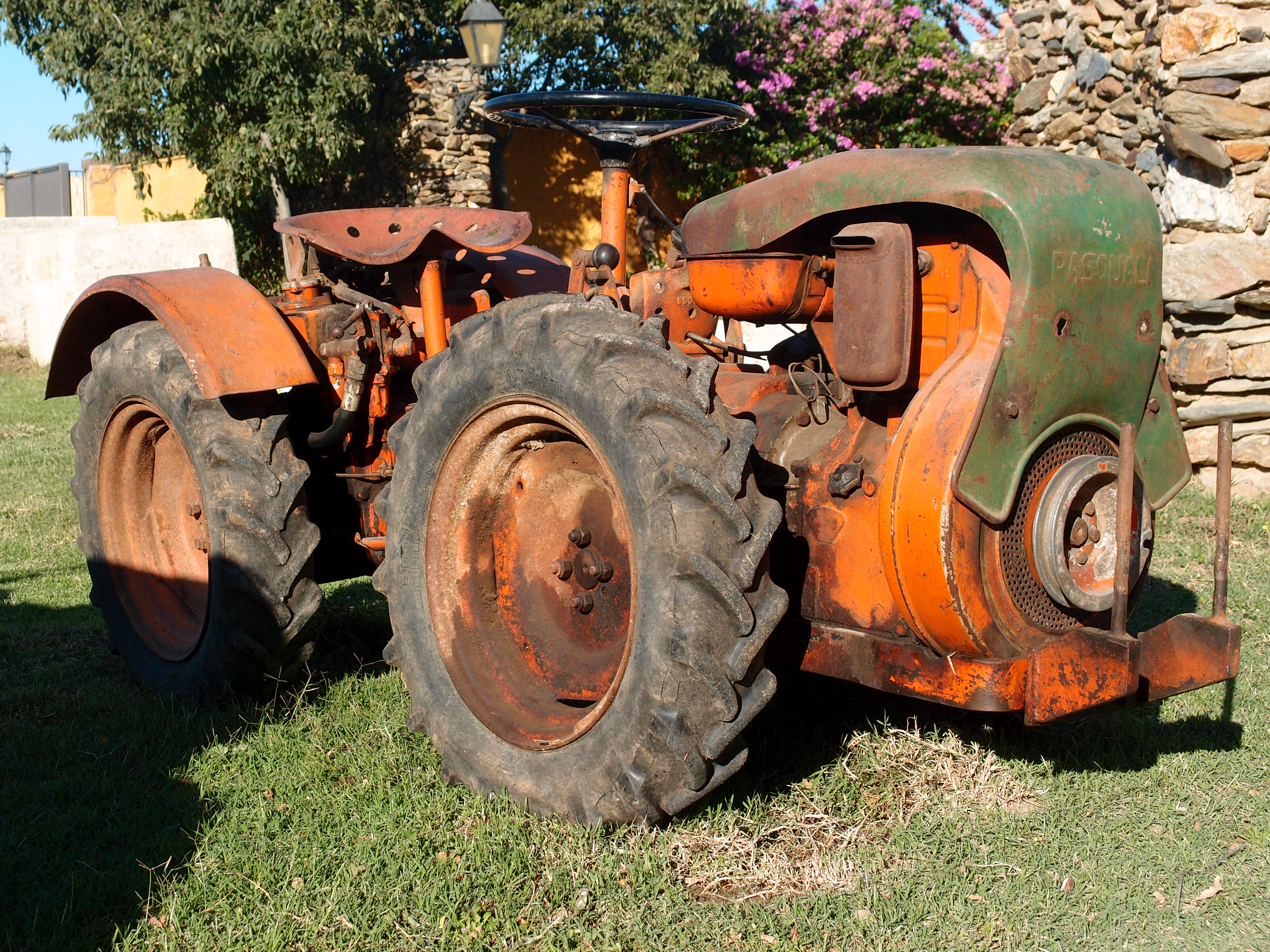
Pasquali Oldtimer-Traktor

Pasquali Macchine Agricole Srl ist ein italienischer Hersteller von Traktoren und früher auch von Automobilen.

## Unternehmensgeschichte
Lino Pasquali gründete 1949 in Calenzano das Unternehmen zur Produktion von Traktoren und anderen landwirtschaftlichen Maschinen. Zwischen 1990 und etwa 1999 wurden auch Automobile gefertigt. Seit 1999 befindet sich das Unternehmen in Abbiategrasso und gehört zur Gruppo BCS.

## Automobile
Die Modelle E-Setta und Risciò waren Kleinstwagen. Dies waren Dreiräder, bei denen sich das einzelne Rad hinten befand. Die Karosserie bot wahlweise Platz für eine oder zwei Personen. Die Fahrzeuglänge betrug nur 219 cm. Für den Antrieb sorgte ein Elektromotor. Die bauartbedingte Höchstgeschwindigkeit war mit 40 bis 45 km/h angegeben und die Reichweite mit 50 km.